# دن کستلانتا
دن کستلانتا (انگلیسی: Dan Castellaneta؛ زادهٔ ۲۹ اکتبر ۱۹۵۷) هنرپیشه، صداپیشه، کمدین و فیلم‌نامه‌نویس اهل ایالات متحده آمریکا است. وی از سال ۱۹۸۵ میلادی تاکنون مشغول فعالیت بوده است.
از فیلم‌هایی که وی در آن نقش داشته است می‌توان به سیمپسون‌ها، در جستجوی خوشبختی، سوپر ۸، بازگشت جعفر، پاریس را فراموش کن و به مامان نگو پرستار بچه مرده اشاره کرد.
وی همچنین برنده جوایزی همچون جایزه آنی و جایزه امی ساعات پربیننده شده است.